# Aporocotyle simplex
Aporocotyle simplex är en plattmaskart. Aporocotyle simplex ingår i släktet Aporocotyle och familjen Sanguinicolidae. Inga underarter finns listade i Catalogue of Life.